# Tramway de Tbilissi
Le tramway de Tbilissi (en géorgien : თბილისის ტრამვაი) est le tramway qui a desservi Tbilissi de 1883 à 2006.
Il est tiré par des chevaux jusqu'en 1904, date à laquelle il devient électrique.
Le 6 janvier 2006, les rails du tramway sont enlevés. 

## Lignes
Il y avait 14 lignes (la n°14 a fermé avant 2006) :
- n°1 : Gare - Place Kolkhoznaya
- n°2 : Place Kolkhoznaya - Gare
- n°3 : Gare - Melkombinat
- n°3a : Place Shaoumyana - Melkombinat
- n°4 : Gare - Melkombinat
- n°5 : Place Kolhoznaya - Vaké
- n°6 : Usine de tissus - Usine Kirov
- n°7 : Usine de tissus - Dinamo Arena
- n°8 : Gare - Quartier Lotkinskaya
- n°9 : Station Agrobiologique - Radio
- n°10 : Usine de tissus - Place Kolkhoznaya
- n°11 : Usine Kirov - Usine de tissus
- n°12 : Gare - Rue Kalilina